# Монтечелио
Монтечелио је насеље у Италији у округу Рим, региону Лацио.
Према процени из 2011. у насељу је живело 3165 становника. Насеље се налази на надморској висини од 327 м.